# John Jumper
John Michael Jumper (Little Rock, Arkansas, 1985) es un científico estadounidense y director de DeepMind Technologies. Jumper y sus colegas crearon AlphaFold, un modelo de inteligencia artificial (IA) para predecir con gran precisión la estructura de proteínas a partir de su secuencia de aminoácidos.  Jumper ha declarado que el equipo de AlphaFold tiene previsto publicar 100 millones de estructuras de proteínas. 
En 2024, fue galardonado con el Premio Nobel de Química por sus contribuciones al diseño computacional de proteínas.  
La revista científica Nature incluyó a Jumper como una de las diez "personas que más importaban" en la ciencia en su listado anual de Nature's 10 en 2021. Jumper, junto a Demis Hassabis fueron galardonados con la mitad del Premio Nobel de Química de 2024 por sus predicciones en plegamiento de proteínas, mientras que David Baker recibió la otra mitad. 

## Educación
Jumper se formó en la Universidad de Chicago, donde obtuvo un PhD en 2017 por una investigación sobre el uso del aprendizaje automático para simular el plegamiento de proteínas y su dinámica, siendo co-supervisado por Tobin R Sosnick y Karl Freed.  Jumper también obtuvo un Master of Philosophy en física teórica de la materia condensada, durante su estancia en la Universidad de Cambridge, donde disfrutó de la Marshall Scholarship en el St Edmund's College, y es Licenciado en Ciencias en Física y Matemáticas por la  Universidad de Vanderbilt.

## Carrera e investigación
Jumper investiga algoritmos para la predicción de la estructura de las proteínas.

### AlphaFold
.

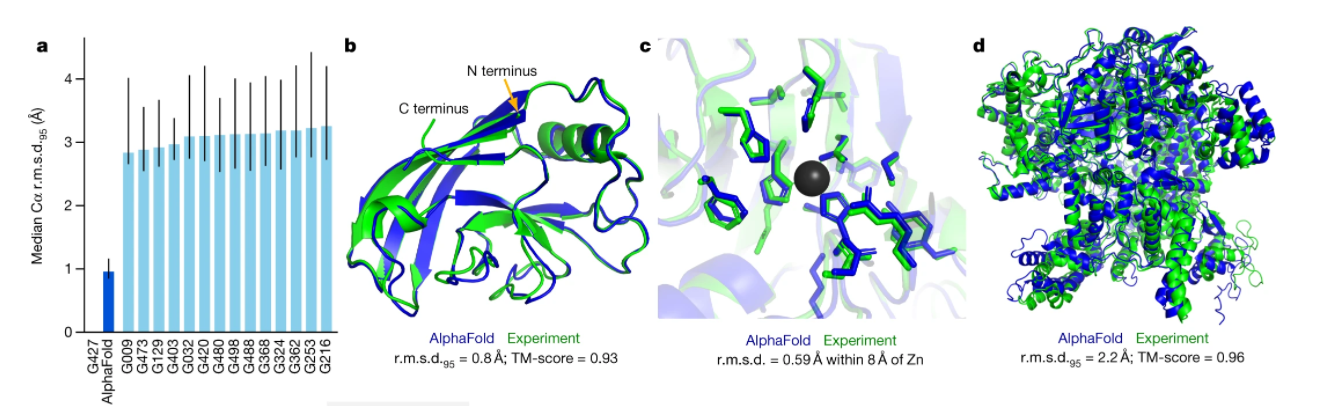
Esta imagen representa el producto final de AlphaFold y compara sus resultados con los de otros competidores en la competición CASP

AlphaFold es un algoritmo de aprendizaje profundo desarrollado por Jumper y su equipo en DeepMind, un laboratorio de investigación adquirido por la empresa matriz de Google, Alphabet Inc. Es un programa de inteligencia artificial que realiza predicción de la estructura de las proteínas.

### Premios y honores
En noviembre de 2020, AlphaFold fue nombrado ganadora del concurso Critical Assessment of Structure Prediction (CASP). Esta competición internacional evalúa algoritmos para determinar cuál de ellos puede predecir mejor la estructura tridimensional de las proteínas. AlphaFold ganó la competición, superando a otros algoritmos y convirtiéndose en el primer algoritmo de aprendizaje automático capaz de predecir con precisión la estructura tridimensional de las proteínas.
En 2021, Jumper fue galardonado con el Premio Fundación BBVA Fronteras del Conocimiento en la categoría de "Biología y Biomedicina". En 2022, Jumper recibió el Premio Wiley en Ciencias Biomédicas y en 2023 consiguió el Premio Breakthrough en Ciencias de la Vida por desarrollar AlphaFold, que predice con precisión la estructura de una proteína. En 2023 se le concedió el Premio Internacional Gairdner de Canadá  y el Premio Albert Lasker de Investigación Médica Básica. 
En 2024, Jumper junto con David Baker y Demis Hassabis fueron galardonados con el Premio Nobel de Química.